# نهر ماتشو
نهر ماتشو هو نهر في غرب الهند في ولاية غوجارات. يبلغ طول حوضه 130 كم كحد أقصى، فيما تبلغ مساحة الحوض الإجمالية 2515 كم².

## انهيار جسر معلق 2022

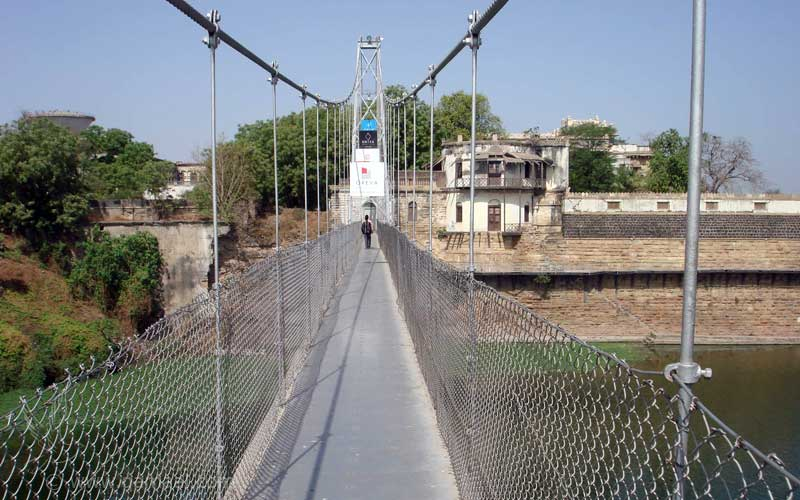
جسر معلق

في 30 أكتوبر 2022 انهار جسر معلق يقطع النهر في مدينة موربي. توفي ما لا يقل عن 60 شخصًا حيث كان المئات على الجسر وقت الانهيار. جاء الحادث بعد أربعة أيام فقط من إعادة فتح الجسر بعد الترميم.